# NGC 4494
NGC 4494 ist eine Elliptische Galaxie vom Hubble-Typ E1 mit aktivem Galaxienkern im Sternbild Haar der Berenike am Nordsternhimmel. Die Galaxie ist schätzungsweise 60 Millionen Lichtjahre von der Milchstraße entfernt und hat einen Durchmesser von etwa 85.000 Lichtjahren. Gemeinsam mit NGC 4565 und NGC 4562 bildet sie die kleine Galaxiengruppe LGG 294.

Im selben Himmelsareal befinden sich u. a. die Galaxien IC 3439, IC 3449, IC 3455, IC 3469.
Das Objekt wurde am 6. April 1785 vom deutsch-britischen Astronomen Wilhelm Herschel entdeckt.